# Heterogramm (Sprachwissenschaft)
Ein Heterogramm (auch Allogramm) im Verständnis der Sprachwissenschaft und der Xenographie (der Kunde fremder Schriftsysteme) ist ein Wort oder ein Syntagma, dessen Schreibung aus einer Sprache (Quellsprache) in eine andere (die Zielsprache) übernommen wird, um dort das Äquivalent der Zielsprache zu schreiben. Es wird also „anders“ geschrieben als ausgesprochen, indem das Wort oder Syntagma in der Quellsprache geschrieben, aber das Äquivalent der Zielsprache ausgesprochen wird.
Heterogramme, ein 1912 von Heinrich F. J. Junker geprägter Fachbegriff, spielen vor allem in der Schreibung orientalischer Sprachen älterer geschichtlicher Epochen eine wichtige Rolle (z. B. die Aramäogramme in Mittelpersisch), während sie in moderner Zeit in westlichen Sprachen besonders bei der Entlehnung von Abkürzungen vorkommen: so wird z. B. die lateinische Abkürzung „etc.“ („et cetera“) auch bei der Schreibung deutscher Texte noch vielfach verwendet, beim Vorlesen dann aber manchmal durch das deutsche Äquivalent „und so weiter“ ersetzt; ähnlich wird im Englischen die geschriebene Abkürzung „i.e.“ (für lateinisch „id est“) in der Aussprache regelmäßig durch das englische Äquivalent „that is“ ersetzt.